# Тайны Смолвиля (сезон 6)
«Тайны Смолвиля» (англ. Smallville) — американский научно-фантастический телесериал, исполнительными продюсерами и авторами сценария которого являются Альфред Гоф и Майлз Миллар. Сериал повествует о молодых годах жизни Супермена — Кларка Кента, создателями которого являются Джерри Сигел и Джо Шустер. Действие происходит в вымышленном американском городке Смолвиль штата Канзас.
Главными злодеями сезона являются Лекс Лютор и Биззаро.
Шестой сезон сериала был показан на телевизионном канале «СТС».

## Сюжет
Кларк сумел сбежать из Фантомной Зоны, куда его загнал Генерал Зод, вселившийся в тело Лекса и одержимый идеей поработить человеческую расу. После чего наш герой сражается с генералом Зодом и побеждает его, но из зоны сбегают несколько фантомов и Кларк должен найти и уничтожить их всех. Лекс проводит свои опыты над метеоритными фриками и начинает собирать армию из них, организовав проект "33.1". В Метрополис прибывает Оливер Куин, школьный соперник Лекса, талантливый инженер и богатый бизнесмен. Между ним и Лоис Лейн развязывается роман, но вскоре Кларк выясняет, что Оливер - сам супергерой по прозвищу "Зеленая Стрела", который грабит богатых, отдавая деньги нуждающимся. Услышав о таинственных ограблениях, Лоис становится журналистом местной газеты и пытается выведать тайну таинственного охотника.
Впоследствии, Оливер и Кларк становятся друзьями, и Кент узнает, что его новый товарищ основывает Лигу Справедливости, состоящей из 3 парней, с которыми он раньше сталкивался. Именно от Оливера Кларк узнает о деятельности проекта "33.1" и об исследованиях метеоритных фриков.

## В ролях

### Основной состав
- Том Уэллинг — Кларк Кент (22 эпизода)
- Майкл Розенбаум — Лекс Лютор (22 эпизода)
- Эллисон Мэк — Хлоя Салливан (22 эпизода)
- Кристин Кройк — Лана Лэнг (21 эпизод)
- Аннетт О’Тул — Марта Кент (18 эпизодов)
- Эрика Дюранс — Лоис Лейн (13 эпизодов)
- Джон Гловер — Лайонел Лютор (12 эпизодов)

### Второстепенный состав
- Аарон Эшмор — Джимми Олсен (10 эпизодов)
- Джастин Хартли — Оливер Куин / Зелёная стрела (7 эпизодов)
- Билл Монди — Доктор Эдвард Гролл (3 эпизода)
- Теренс Стэмп — Джор-Эл (1 эпизод)
- Паскаль Хаттон — Райя (2 эпизода)
- Кайл Галлнер — Барт Аллен / Импульс (11 эпизод)
- Алан Ритчсон  — Артур Карри / Аквамен (11 эпизод)
- Ли Томпсон Янг — Виктор Стоун / Киборг (11 эпизод)
- Фил Моррис - Марсианский охотник (3 эпизода)

- Сара-Джейн Редмонд — Нелл Поттер (1 эпизод)
- Глен Джейкобс — Титан (1 эпизод)
- Тори Спеллинг — Линда Лейк (1 эпизод)
- Линда Картер — Мойра Салливан (1 эпизод)

## Список эпизодов
| № общий | № в сезоне | Название                         | Режиссёр         | Автор сценария                   | Дата премьеры    | Произв. код | Зрители в США (млн) |
| --- | ---------- | -------------------------------- | ---------------- | -------------------------------- | ---------------- | ----------- | ------------------- |
| 111 | 1          | «Зод» «Zod»                      | Джеймс Маршалл   | Стивен С. ДеНайт                 | 28 сентября 2006 | 2T7701      | 4.96                |
| Кларк в ловушке в фантомной зоне, в то время как в тело Лекса воплотился Зод, чтобы уничтожить Землю. В суматохе всеобщего хаоса Хлоя неожиданно сталкивается лицом к лицу с человеком из своего прошлого, которого она меньше всего ожидала увидеть снова — Джимми Олсеном. Заброшенный в фантомную зону Кларк оказывается без своих суперсил, в окружении бандитов, которые хотят отомстить Джор-Элу — биологическому отцу Кларка. Тем временем, получивший тело Лекса, Зод удерживает Лану, желая получить от неё наследника, чтобы начать изменение Земли по типу Криптона. Он хочет использовать жёсткий диск с корабля криптонцев. Самолёт Марты и Лоис терпит крушение рядом с Крепостью. Джор-Эл объясняет Марте, как убить Зода. |            |                                  |                  |                                  |                  |             |                     |
| 112 | 2          | «Чихание» «Sneeze»               | Пол Шапиро       | Тодд Славкин и Даррен Свиммер    | 5 октября 2006   | 2T7702      | 4.52                |
| Беспрестанно работая над устранением последствий Чёрного Четверга, Кларк подрывает своё здоровье и впервые в жизни простужается. Его простуда ведёт к развитию новой сверхспособности — супердыхание. Лана переезжает жить к Лексу в особняк. Лексу кажется, что кто-то следит за ним. Его подозрения вскоре подтверждаются, его похищают. |            |                                  |                  |                                  |                  |             |                     |
| 113 | 3          | «Угасание» «Wither»              | Уитни Рансик     | Трейси А. Белломо                | 12 октября 2006  | 2T7703      | 4.88                |
| Кларк, Хлоя и Джимми расследуют загадочные убийства людей, совершённые в лесах неподалёку от Смолвиля. Некое существо использует тела людей, чтобы поселять там свои семена. Тем временем Лекс проводит благотворительный бал в пользу жертв Чёрного Четверга. Лоис соглашается пойти с Оливером Куином на бал Лекса. |            |                                  |                  |                                  |                  |             |                     |
| 114 | 4          | «Стрела» «Arrow»                 | Майкл Рол        | Брайан Питерсон и Келли Содерс   | 19 октября 2006  | 2T7704      | 4.71                |
| На мероприятии по сбору средств на благотворительность Лоис становится свидетелем, когда Зелёная Стрела крадёт редкостное алмазное ожерелье с шеи Марты. Она клянется разгадать, кто скрывается за зелёным костюмом. Кларк проводит собственное расследование и обнаруживает, что Оливер Куин и есть Зелёная Стрела, что именно он грабит богатых, отдавая награбленное бедным. Тем временем Лекс с помощью Лайонела устраивает проверку преданности Ланы. |            |                                  |                  |                                  |                  |             |                     |
| 115 | 5          | «Воссоединение» «Reunion»        | Жанно Шварц      | Стивен С. ДеНайт                 | 26 октября 2006  | 2T7705      | 4.79                |
| Будучи подростком, Лекс и Оливер посещали одну и ту же частную школу. Оливер с друзьями третировали Лекса и его друга Дункана. Лекс обещает Дункану помочь выбраться наверх, к высотам бизнеса. Лекс и Оливер возвращаются в школу в наши дни для встречи с одноклассниками. Школьные друзья Оливера начинают гибнуть один за другим. Тем временем Кларк получает снимки со спутника, сделанные в день его возвращения из Фантомной Зоны, которые подтверждают, что вместе с ним на Землю прорвались заключённые из фантомной зоны. |            |                                  |                  |                                  |                  |             |                     |
| 116 | 6          | «Радиоактивный осадок» «Fallout» | Глен Уинтер      | Холли Гарольд                    | 2 ноября 2006    | 2T7706      | 5.01                |
| Кларк поражён, узнав, что Райа смогла бежать из Фантомной Зоны. Они быстро сходятся, хорошо понимая друг друга. Райа объясняет Кларку, как восстановить Крепость. Однако Бэйрн, убийца, сбежавший из Фантомной Зоны, нападает на Райу и Кларка, ища мести за своё заключение в Зону. |            |                                  |                  |                                  |                  |             |                     |
| 117 | 7          | «Ярость» «Rage»                  | Уитни Рансик     | Тодд Славкин и Даррен Свиммер    | 9 ноября 2006    | 2T7707      | 4.46                |
| Кларк узнает, что Зелёная Стрела был ранен, когда пытался спасти парочку от ограбления. Но Оливер уверяет, что всё в порядке. Позднее Оливер становится агрессивным, неуравновешенным, и Кларк с Хлоей проводят расследование, выясняя, что Оливер принимает суперлекарство, излечивающее моментально, но имеющее побочные эффекты. Тем временем Лана делает шокирующее открытие. |            |                                  |                  |                                  |                  |             |                     |
| 118 | 8          | «Помехи» «Static»                | Дежймс Конвэй    | Шинтаро Шимосава и Джеймс Моррис | 16 ноября 2006   | 2T7708      | 4.70                |
| Кларк узнает, что один из беглецов из Фантомной Зоны оказался в Сиэтле и уничтожил экипаж корабля. Во время расследования Кларк сталкивается с ужасным монстром, который высасывает кости из тел людей. Тем временем пациент секретной лаборатории ЛюторКорп, обладающий способностью видоизменяться в различные волны и излучения, сбегает с целью мести Лексу. Он заключает Лекса в особое измерение, где Лекс может видеть и слышать всех, но его никто не замечает. |            |                                  |                  |                                  |                  |             |                     |
| 119 | 9          | «Подземный» «Subterranean»       | Рик Розенталь    | Каролин Драйз                    | 7 декабря 2006   | 2T7709      | 4.31                |
| Кларк в шоке, когда узнает, что его сосед фермер Джед МакНэлли держит у себя незаконно эмигрантов, силой принуждая работать на себя. Сам себя считая нелегальным эмигрантом на Земле, Кларк ищет помощи у Марты, чтобы помочь мексиканскому парню и его матери. |            |                                  |                  |                                  |                  |             |                     |
| 120 | 10         | «Вода» «Hydro»                   | Том Уэллинг      | Брайан Питерсон и Келли Содерс   | 11 января 2007   | 2T7710      | 4.68                |
| После того как Лана признается Хлое в своих колебаниях по поводу брака с Лексом из-за старых чувств к Кларку, репортер колонки сплетен Линда Лэйк пишет заметку в деталях об их разговоре. Чтобы не дать истории ход, Хлоя берётся за Лэйк и узнаёт, что та имеет способность превращаться в воду и использует это, чтобы подслушивать и узнавать сплетни для своей колонки. Тем временем Лоис начинает подозревать Оливера в том, что он и есть Зелёная Стрела и просит Кларка помочь доказать это. |            |                                  |                  |                                  |                  |             |                     |
| 121 | 11         | «Справедливость» «Justice»       | Стивен С. ДеНайт | Стивен С. ДеНайт                 | 18 января 2007   | 2T7711      | 5.26                |
| Зелёная Стрела посылает за подкреплением, и Барт, он же Флэш или Импульс, Аквамэн и Киборг возвращаются в Смолвиль, чтобы разрушить секретную лабораторию ЛюторКорп. Во время взлома ЛюторКорп Флэш пойман, Лекс пытает его, Кларк пытается спасти Барта, но оказывается без сил из-за криптонита. По тревоге Хлоя спешит за помощью к Оливеру, и вновь созданная Лига начинает действовать, чтобы вытащить Барта и Кларка. Позже Лоис разрывает отношение с Оливером. |            |                                  |                  |                                  |                  |             |                     |
| 122 | 12         | «Лабиринт» «Labyrinth»           | Уитни Рансик     | Эл Сэпштайн и Тури Мейер         | 25 января 2007   | 2T7712      | 5.00                |
| На Кларка совершается нападение. Очнувшись, он оказывается в психиатрической лечебнице. Его врач, доктор Хадсон рассказывает, что Кларк здесь уже пять лет, предаваясь фантазиям насчёт своего внеземного происхождения. В этом мире Марта замужем за Лайонелом Лютором, Хлоя душевнобольная, Лана выбрала Кларка, а не Лекса. Она умоляет Кларка согласиться на процедуру доктора Хадсона, и тогда они могли бы быть вместе. Но один из пациентов Джон, он же Марсианин рассказывает Кларку, что «добрый» доктор на самом деле фантом, что Кларк должен убить его, чтобы вернуться в реальность. Кларку предстоит принять тяжёлое решение.                                                                                               |            |                                  |                  |                                  |                  |             |                     |
| 123 | 13         | «Багровый» «Crimson»             | Глен Уинтер      | Брайан Питерсон и Келли Содерс   | 1 февраля 2007   | 2T7713      | 4.91                |
| После того, как Лоис испробовала помаду, изготовленную на основе красного криптонита, её охватывает непреодолимая тяга к Кларку. После жарких поцелуев красный криптонит передаётся Кларку, и тот немедленно слетает с тормозов, превращаясь в «плохого Кларка». Под влиянием метеорита Кларк вламывается на свадебный обед к Лексу и Лане и похищает будущую невесту. |            |                                  |                  |                                  |                  |             |                     |
| 124 | 14         | «Злоупотребление» «Trespass»     | Майкл Рол        | Трейси А. Белломо                | 8 февраля 2007   | 2T7714      | 4.74                |
| За Ланой кто-то следит, она пытается выяснить кто это, не при помощи Лекса, так как может быть раскрыт секрет Кларка. В это же время Кларк Кент и его подручные друзья Джимми и Хлоя расследуют это дело и выясняют, что здесь замешан один фотограф, но вскоре выясняется, что не всё так просто и здесь также замешан и один из охранников Лекса (помешанный на Лане Лэнг). |            |                                  |                  |                                  |                  |             |                     |
| 125 | 15         | «Фрик» «Freak»                   | Майкл Розенбаум  | Тодд Славкин и Даррен Свиммер    | 15 февраля 2007  | 2T7715      | 4.76                |
| Кларк и Хлоя обнаруживают Тобиаса — молодого человека, ослепленного метеоритным дождем, у парня появилась способность видеть людей заражённых метеоритами. Лекс с его помощью находит людей со способностями и ставит эксперименты над ними. Лана узнает о даре Тобиаса, и боится, что тот увидит Кларка как заражённого, поскольку один из них, предлагает ему пересадку глазной роговицы в обмен на его молчание. Однако Лана не готова узнать, что Кларк заражён. |            |                                  |                  |                                  |                  |             |                     |
| 126 | 16         | «Обещание» «Promise»             | Рик Розенталь    | Келли Содерс и Брайан Питерсон   | 15 марта 2007    | 2T7716      | 4.69                |
| В день своей свадьбы с Ланой Лекс получает звонок от доктора Лэнгстона, который угрожает рассказать Лане правду о её ребёнке. Лана начинает смотреть на свадьбу с другой стороны, а Кларк приходит ко мнению, что он не может позволить Лане выйти замуж за Лекса и решает раскрыть ей свой секрет. Тем не менее, никто не ожидал вмешательства Лайонела Лютора. |            |                                  |                  |                                  |                  |             |                     |
| 127 | 17         | «Битва» «Combat»                 | Джеймс Маршалл   | Тури Мейер и Эл Сэпштайн         | 22 марта 2007    | 2T7717      | 4.07                |
| Кларк и Хлоя обнаруживают, что Титан, фантомник, является звездой секретного клуба борьбы, кровавые смертельные сражения которого передаются в Интернет. Лоис чувствует запах истории и решает расследовать это дело самостоятельно, но захвачена и вынуждена участвовать в поединке с Атэной, как её первый противник. Кларк показывает силу, таким образом он может бороться с Титаном, но ошеломлён, когда вместо Титана на ринг выходит Лоис. |            |                                  |                  |                                  |                  |             |                     |
| 128 | 18         | «Потомок» «Progeny»              | Терренс О’Хара   | Женевьев Спарлинг                | 19 апреля 2007   | 2T7718      | 3.98                |
| Лекс находит мать Хлои, Мойру, которая имеет способность управлять метеоритными фриками. Он разрабатывает лекарство, чтобы пробудить Мойру от её неподвижного состояния в психиатрической лечебнице, а затем угрожает убить Хлою, если она не использует свои способности, чтобы помочь ему. Кларк помогает Хлое ворваться в психиатрическую лечебницу, чтобы спасти Мойру и, наконец, узнать её мать. |            |                                  |                  |                                  |                  |             |                     |
| 129 | 19         | «Судьба» «Nemesis»               | Мэйзри Алмас     | Каролин Драйз                    | 26 апреля 2007   | 2T7719      | 3.88                |
| После того, как Джоди, жена спецсолдата, устанавливает самодельную бомбу в одной из лаборатории Лекса — Лайонел сильно ранен, а Лекс взят в заложники разъярённой супругой. Лекс похитил её мужа, поэтому Джоди угрожает взорвать всю лабораторию с Лексом внутри, если он не скажет ей, где её муж. Кларк отправляется, чтобы спасти Лекса, но тотчас же сбит с ног криптонитом, которым покрыты глиняные стены. Лекс и Кларк понимают, что единственный способ спастись — это помочь друг другу. |            |                                  |                  |                                  |                  |             |                     |
| 130 | 20         | «Нуар» «Noir»                    | Жанно Шварц      | Брайан Питерсон и Келли Содерс   | 3 мая 2007       | 2T7720      | 3.59                |
| После секретной встречи с Лайонелом Лана ранена в «Дэйли Плэнет» таинственным бандитом. Джимми лезет из кожи вон, изучая фотографии места преступления, и видит сон «Смолвиль в 40-х годах», в котором Лана является роковой женщиной, которая организовала убийство своего мужа, магната Лекса, Кларк работает в «Дэйли Плэнет» репортером, а Лоис — певица, работающая в баре, принадлежащим Лайонелу. Тем временем, в 2007 году, Кларк обнаруживает, почему Лана вышла замуж за Лекса. |            |                                  |                  |                                  |                  |             |                     |
| 131 | 21         | «Прототип» «Prototype»           | Мэтт Бек         | Стивен С. ДеНайт                 | 10 мая 2007      | 2T7721      | 3.43                |
| Сенатор Берк выделяет миллиарды ЛексКорп на проект «Арес». Берк узнает, что Лекс хочет размножить Арес вместо производства прототипа. Он угрожает закрыть проект, на что в ответ Лекс угрожает поведать миру какая сумма у сенатора на счёте в Кайманах. Позже, Лоис говорит с сенатором перед рестораном о его кайманском счёте, и его и его охрану убивает кто-то незамеченный. Кажется прототип сбежал. |            |                                  |                  |                                  |                  |             |                     |
| 132 | 22         | «Фантом» «Phantom»               | Джеймс Маршалл   | Тодд Славкин и Даррен Свиммер    | 17 мая 2007      | 2T7722      | 4.14                |
| Кларк хочет убить Лайонела, когда узнал, что тот угрожал убить его, если Лана не выйдет замуж за Лекса. Лана говорит Лексу, что уходит от него, и Марсианин возвращается чтобы помочь Кларку остановить Лекса, который пытается найти последнего призрака из Фантомной Зоны, чтобы использовать его ДНК для создания всемогущей армии супер солдат. Тем временем Лоис направляется в Дамбу Надсмотрщиков в поисках информации о секретной лаборатории Лекса, где получает жестокий удар от охранника. Секретная сила Хлои раскрывается. |            |                                  |                  |                                  |                  |             |                     |